# Точкові групи симетрії у тривимірному просторі
| · Симетрії-інволюції · Cs, (*) · [ ] =         | · Циклічна симетрія · Cnv, (*nn) · [n] =      | · Діедрична симетрія · Dnh, (*n22) · [n,2] =   |
| Групи многогранників, [n,3], (*n32)            |                                               |                                                |
| · Тетраедрична симетрія · Td, (*332) · [3,3] = | · Октаедрична симетрія · Oh, (*432) · [4,3] = | · Ікосаедрична симетрія · Ih, (*532) · [5,3] = |

У геометрії точкова група симетрії у випадку трьох вимірів — це група ізометрій тривимірного простору, яка залишає фіксованим початок координат, або, відповідно, група ізометрій сфери. Це підгрупа ортогональної групи O(3), групи всіх ізометрій, які залишають фіксованим початок координат, або, відповідно, групи ортогональних матриць (всі операції обертання та відображення). Сама O(3) є підгрупою евклідової групи E(3) усіх ізометрій (додатково ще операції паралельного переносу).
Групи симетрії геометричних об'єктів є групами ізометрії. Відповідно, аналіз груп ізометрій є аналізом можливих симетрій. Усі ізометрії обмеженого (кінцевих розмірів) тривимірного об’єкта мають одну або декілька спільних фіксованих точок. Ми дотримуємося звичайної конвенції, вибираючи, в якості початку координат одну з них.
Групу симетрії об'єкта іноді також називають його повною групою симетрії, на відміну від його власної групи симетрії, яка є перетином його повної групи симетрії з E +(3). Остання складається з усіх прямих ізометрій. Останні є такими, що зберігають орієнтованість об'єкту, або хіральність.
Для просторово-обмеженого об’єкта правильна група симетрії називається його групою обертання. Це перетин його повної групи симетрії з SO(3), групою повного обертання тривимірного простору. Група обертання обмеженого об'єкта дорівнює його повній групі симетрії тоді і тільки тоді, коли об'єкт хіральний.
Точкові групи, які походять суто від скінченного набором дзеркальних площин відбиття, що проходять через одну точку, є скінченними групами Коксетера, які записуються, з використанням нотації Коксетера.
Точкові групи симетрії в 3D знаходять широке використання в хімії, особливо для опису симетрії молекули та її молекулярних орбіталей, які утворюють ковалентні зв'язки. В цьому контексті їх також називають молекулярними точковими групами.

## Тривимірні ізометрії, які залишають фіксованим початок координат
Операції групи симетрії — це перетворення (ізометрії) тривимірного простору R3, які залишають фіксованим початок координат, утворюючи групу O(3). Тут, ізометрія — перетворення, яке зберігає довжини. Ці операції можна класифікувати як:
- Прямі (зі збереженням хіральності) операції симетрії, які утворюють групу SO(3):
  - Операція тотожності, позначена E або матриця тотожності I  (одинична).
  - Поворот навколо осі через початок координат на кут θ. Поворот на θ = 360°/ n для будь-якого натурального числа n позначається C n (з позначення Шенфліса для групи C n, яку він породжує ). Операція тотожності, яку також записують C 1, є окремим випадком оператора повороту.
- Непрямі операції (зміна хіральності):
  - Інверсія, позначається i або C i, тобто поворот на 180° навколо координатної осі з наступним відображенням в ортогональній координатній площині. Позначення матриці – I.
  - Відбиття на площині через початок координат, позначається σ.
  - Поворот-відображенням: обертання навколо осі на кут θ у поєднанні з відображенням у площині через початок координат, перпендикулярний до осі. Обертання-відображення на θ = 360°/ n для будь-якого натурального числа n позначається S n (з позначення Шенфліса для групи S n, яку вона породжує, якщо n парне).

Операція інверсії є окремим випадком обертання-відображення (тобто i = S 2 ), як і відбиття (σ = S 1 ), тому ці операції часто вважаються "неправильними обертаннями".
Символ циркумфлексу може додаватися до символів для позначення оператора, наприклад, у Ĉn і Ŝn.

## Спряженість
Порівняння типів симетрії двох об'єктів вимагає, щоби початок координат вибирався для кожного з них окремо, тобто вони не повинні мати однаковий центр. Крім того, два об’єкти відносяться до одного типу симетрії, якщо їхні групи симетрії є спряженими підгрупами O(3) (дві підгрупи H 1, H 2 групи G є спряженими, якщо існує g ∈ G такий, що H 1 = g −1 H2g ).
Наприклад, два 3D-об’єкти мають однаковий тип симетрії:
- якщо обидва мають дзеркальну симетрію, але відносно різних дзеркальних площин
- якщо обидва мають 3-кратну обертову симетрію, але відносно різних осей обертання.

Для кількох дзеркальних площин та/або осей обертання, дві групи симетрії мають один і той же тип симетрії у випадках, коли існує операція обертання, яка переводить всю структуру першої групи симетрії на структуру другої. Насправді, буде більше одного такого обертання, але не нескінченна кількість. Означення спряженості також дозволяє дзеркальне відображення структури, але це не вимагається, якщо сама структура є ахіральною. Наприклад, якщо група симетрії містить вісь обертання 3-го порядку, вона містить обертання і у двох протилежних напрямках. Відповідно, структура є хіральною для 11 пар просторових груп із гвинтовою віссю.

## Нескінченні групи ізометрій
Існує ряд нескінченних груп ізометрії. Наприклад, « циклічна група » (тобто така, що вона породжена одним елементом – не плутати з періодичною групою ), створена обертанням на ірраціональну кількість обертів навколо осі. Можна побудувати нециклічні абелеві групи, додавши додаткові повороти навколо однієї осі. Набір точок на колі з раціональними числами градусів навколо кола ілюструє точкову групу, що відповідає нескінченній кількості породжувальних множин групи. Існують також неабелеві групи, породжені поворотами навколо різних осей. Зазвичай це (загалом) вільні групи. Вони будуть нескінченними, якщо обертання не вибрано спеціально.
Усі згадані нескінченні групи не є замкненими в сенсі топологічних підгруп O(3). Тепер обговоримо топологічно замкнуті підгрупи O(3).

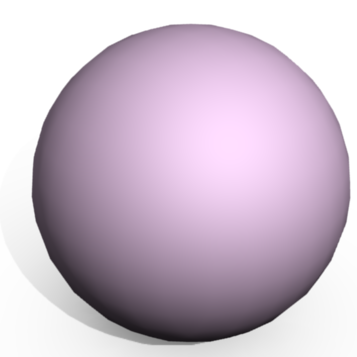
Непозначена сфера має O(3) симетрію.

O(3) є групою симетрії сферичної симетрії. SO(3) — відповідна група обертання, якщо виключити просторові інверсії та дзеркальні відображення. Групи з відображенням у площинах, що проходять через вісь, з або без відбивання в площині через початок координат, перпендикулярний до осі, є групами симетрії для двох типів циліндричної симетрії. Будь-яка тривимірна форма (підмножина R3 ), що має нескінченну обертову симетрію, також повинна мати дзеркальну симетрію для кожної площини, що проходить через вісь. Фізичні об’єкти, що мають нескінченну обертову симетрію, також матимуть симетрію дзеркальних площин, що проходять через вісь, але векторні поля можуть не мати цієї симетрії, наприклад, вектори швидкості конуса, що обертається навколо своєї осі, або магнітне поле, що оточує дріт.
Існує сім неперервних груп, які є в певному сенсі границями кінцевих груп ізометрії. Ці так звані граничні точкові групи або граничні групи Кюрі названі на честь П'єра Кюрі, який першим їх дослідив. Сім нескінченних рядів осьових (аксіальних) груп призводять до п'яти граничних груп (дві з них є дублікатами), а сім точкових груп, що залишилися, утворюють ще дві неперервні групи. У міжнародній нотації Германа-Могена[en] граничні групи Кюрі мають вигляд ∞, ∞2, ∞/m, ∞mm, ∞/mm, ∞∞ і ∞∞m. Не всі з них можливі для фізичних тіл, наприклад, об’єкти із симетрією ∞∞ також мають симетрію ∞∞m. Однак, вони мають відмінності для фізичних величин та характеристик: ∞∞ описує симетрію псевдоскаляра, ∞∞m — скаляра.
Інші позначення та додаткові відомості дивіться нижче.

## Скінченні групи ізометрій
Операції симетрії в тривімірному просторі, які залишають фіксованим початок координат, можуть бути повністю описані по аналогії із симетрією сфери з центром у початку координат. Відповідно, для скінченних тривимірних точкових груп див. також групи сферичної симетрії.
З точністю до спряженості множина скінченних тривимірних точкових груп складається з:
1. Сім нескінченних серій осьових груп, які мають щонайбільше одну більш ніж 2-кратну вісь обертання; вони є скінченними групами симетрії на нескінченному циліндрі, або, що еквівалентно, групами симетрії на скінченному циліндрі. Іноді їх називають осьовими або призматичними точковими групами.
2. Сім груп, що залишилися, які мають декілька осей обертання кратності 3 або більше; ці групи також можна охарактеризувати як точкові групи з декількома 3-кратними осями обертання. Можливі такі комбінації:
  - Чотири 3-кратні осі (три тетраедричні симетрії T, Th і Td)
  - Чотири 3-кратні осі та три 4-кратні осі (октаедричні симетрії O та Oh)
  - Десять 3-кратних осей і шість 5-кратних осей (ікосаедричні симетрії I та Ih)

Відповідно до теореми кристалографічного обмеження лише обмежена кількість точкових груп сумісна з дискретною трансляційною симетрією : 27 з 7 нескінченних рядів і 5 з 7 інших. Разом вони утворюють 32 так звані кристалографічні точкові групи (класи). Відповідно, кристали можуть мати лише осі симетрії порядку 1, 2, 3, 4 або 6

## Сім нескінченних рядів осьових груп
Нескінченний ряд аксіальних або призматичних груп має індекс n, який може бути будь-яким цілим числом. У кожній серії n-та група симетрії містить n-кратну обертову симетрію відносно осі, тобто симетрію відносно повороту на кут 360°/ n. Випадок n =1 описує повну відсутність обертової симетрії (операція тотожності). Є чотири серії без інших осей обертової симетрії (див. циклічні симетрії ) і три з додатковими осями 2-кратної симетрії (див. діедрична симетрія ). Їх можна розуміти як точкові групи симетрії у двох вимірах, розширених осьовою координатою та відображеннями в ній. Вони відносяться до груп бордюрів. Їх можна інтерпретувати як групи бордюрів, що повторюються n разів навколо циліндра.
У наступній таблиці наведено кілька позначень для точкових груп: нотація Германа–Могена (використовується в кристалографії ), нотація Шенфліса (використовується для опису молекулярної симетрії ), нотація орбіфолда та нотація Коксетера. Останні три не тільки зручно пов’язані з його властивостями, а й з порядком групи. Орбіфолд – це уніфіковане позначення, яке також застосовується для груп орнаменту і груп бордюрів. Кристалографічні групи мають n, з можливими значеннями 1, 2, 3, 4 і 6; зняття кристалографічного обмеження (у випадку квазікристалів, некристалічних структур, тощо) допускає будь-яке натуральне число. Відповідні серії:
| Міжнародні | Міжнародні | нотація Шенфліса | нотація орбіфолда | нотація Коксетера | Бордюр    | Абстрактні | Порядок | Приклад | Коментар                                                |
| Парні n    | Непарні n  | нотація Шенфліса | нотація орбіфолда | нотація Коксетера | (циліндр) | Абстрактні | Порядок | Приклад | Коментар                                                |
| ---------- | ---------- | ---------------- | ----------------- | ----------------- | --------- | ---------- | ------- | ------- | ------------------------------------------------------- |
| n          | n          | Cn               | nn                | [n]+ ·            | p1        | Zn         | n       |         | n-кратна обертова симетрія                              |
| 2n         | n          | S2n              | n×                | [2n+,2+] ·        | p11g      | Z2n        | 2n      |         | 2n-кратна обертово-відбивальна симетрія                 |
| n/m        | 2n         | Cnh              | n*                | [n+,2] ·          | p11m      | Zn×Z2      | 2n      |         |                                                         |
| nmm        | nm         | Cnv              | *nn               | [n] ·             | p1m1      | Dihn       | 2n      |         | Пірамідальна симетрія; в біології, бірадіальна симетрія |
| n22        | n2         | Dn               | 22n               | [n,2]+ ·          | p211      | Dihn       | 2n      |         | Діедрична симетрія                                      |
| 2n2m       | nm         | Dnd              | 2*n               | [2n,2+] ·         | p2mg      | Dih2n      | 4n      |         | Антипризматична симетрія                                |
| n/mmm      | 2n2m       | Dnh              | *22n              | [n,2] ·           | p2mm      | Dihn×Z2    | 4n      |         | Призматична симетрія                                    |

Для випадків непарних n тут маємо Z 2 n = Z n × Z 2 і Dih 2 n = Dih n × Z 2..Групи C n (включаючи тривіальну C 1 ) і D n – хіральні. Інші є ахіральними.
Поняття "горизонтальний" (h) і "вертикальний" (v) і відповідні нижні індекси відносяться до додаткової площини дзеркального відбиття, яка може бути паралельна осі обертання (вертикальна) або перпендикулярна до неї (горизонтальна).
Найпростіші нетривіальні осьові групи є еквівалентними абстрактній групі Z 2 :
- C i (еквівалент S 2 ) – інверсійна симетрія
- C 2 – 2-кратна обертова симетрія
- C s (еквівалент C 1h і C 1v ) – відбивна симетрія, також звана білатеральною симетрією.

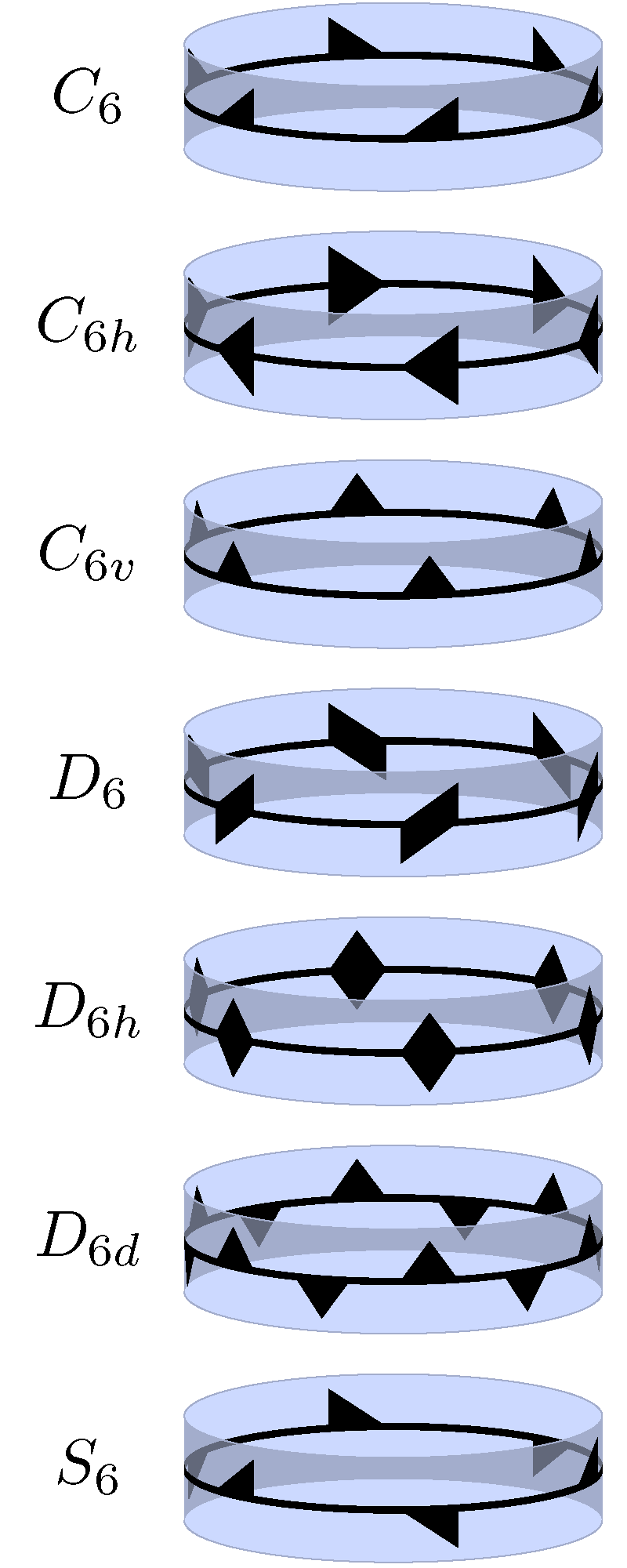
Візерунки на циліндричній смузі, що ілюструє випадок n = 6 для кожного з 7 нескінченних сімейств точкових груп. Групою симетрії кожного візерунка є вказана група.

Однак у тривімірному просторі ці дві операції розрізняються: група симетрії, позначена D n, містить n осей другого порядку, перпендикулярних до n-кратної осі, а не дзеркального відображення. D n — група обертання n-гранної призми з правильною основою та n-бічної біпіраміди з правильною основою, а також правильної n-бічної антипризми та правильного n-бічного трапезоедра. Ця група також є групою повної симетрії таких об’єктів після того, як вони стали хіральними, наприклад, після хірального маркування на кожній грані або деякою модифікацією форми.
Якщо ж додати як горизонтальну, так і вертикальну площини відбиття, їх перетини дасть n осей обертання на 180°. Ця група більше не буде одновісною. Ця нова група порядку 4n називається Dnh. Її підгрупою обертань буде діедрична група D n порядку 2n, яка все ще має двократні осі обертання, перпендикулярні до основної осі обертання, але вже не має дзеркальних площин відбиття.
У двовимірному просторі група D n включає відображення, які також можна розглядати як перевертання плоских об’єктів без розрізнення передньої та зворотної сторін. В 3D ж ці дві операції розрізняються: Dn  містить "перевертання", а не відображення.
У цьому сімействі є ще одна група, яка називається Dnd (або Dnv ), яка включає вертикальні дзеркальні відображення, площини яких містять головну вісь обертання, але замість горизонтальної дзеркальної площини вона має ізометрію, що поєднує відображення в горизонтальній площині і поворотом на кут 180°/n. Dnh — група симетрії для «правильної» n-кутної призми, а також для «правильної» n-кутної біпіраміди. Dnd — група симетрії для «правильної» n-кутної антипризми, а також для «правильного» n-кутного трапецоедра. Dn — група симетрії частково повернутої («закрученої») призми.
Групи D2 і D2h заслуговують на увагу тим, що вони не містять виділеної осі обертання. Швидше, є три перпендикулярні осі повороту на 180 градусів. D2 є підгрупою всіх поліедральних симетрій (див. нижче), а D 2h є підгрупою багатогранних груп Th і Oh. D2 зустрічається в таких молекулах, як твістан, і в гомотетрамерах, таких як конканавалін А. Елементи D2 знаходяться у відповідності 1-до-2 обертанням, заданим одиничними кватерніонами Ліпшица.
Група S n породжується комбінацією відбиття в горизонтальній площині та повороту на кут 360°/n. Для парного n це дорівнює групі, породженій двома окремо, C n h порядку 2 n, і тому позначення S n не потрібне  Подібно до D n d, він містить низку неправильних обертань, але не містить відповідних обертань.
Всі групи симетрії в 7-ми нескінченних рядах різні, за винятком наступних чотирьох пар взаємно рівних груп:
- C 1h і C 1v : група порядку 2 з одним відбиттям ( C s )
- D 1 і C 2 : група порядку 2 з одним поворотом на 180°
- D 1h і C 2v : група порядку 4 з відображенням у площині та поворотом на 180° через лінію в цій площині
- D 1d і C 2h : група порядку 4 з відображенням у площині та поворотом на 180° через пряму, перпендикулярну до цієї площини.

S 2 є групою порядку 2 з єдиною інверсією ( C i ). «Рівний» тут мається на увазі як однаковий аж до сполученості в просторі. Це сильніше, ніж «аж до алгебраїчного ізоморфізму». Наприклад, є три різні групи другого порядку в першому сенсі, але є лише одна в другому значенні. Аналогічно, наприклад, S2n алгебраїчно ізоморфний Z2n.
Групи можна побудувати наступним чином:
- Cn. Породжена елементом симетрії, який також називається Cn  і відповідає повороту на кут 2π/n навколо відповідної осі. Її елементи -- тотожне перетворення E , та Cn, Cn2, ..., Cnn−1, які відповідають поворотам на кути 0, 2π/n, 4π/n, ..., 2(n − 1)π/n відповідно.
- S2n. Породжена елементом C2nσh, де σh -- це операція відбиття в напрямку осі. Крім E, елементами групи є операції із Cn, до яких додано C2nσh, C2n3σh, ..., C2n2n−1σh.
- Cnh. Породжена елементами Cn та σh. Включає елементи із групи Cn, до яких додані σh, Cnσh, Cn2σh, ..., Cnn−1σh.
- Cnv. Породжена Cn та відбиттям σv у напрямку, перпендикулярному до осі. Група включає елементи групи Cn та σv, Cnσv, Cn2σv, ..., Cnn−1σv.
- Dn. Породжена елементом Cn та операцією повороту на 180°, U = σhσv навколо напрямку у площині, перпендикулярному до осі. Елементи групи включають елементи Cn та, додатково, U, CnU, Cn2U, ..., Cnn − 1U.
- Dnd. Породжена елементами C2nσh та σv. Елементи групи збігаються із елементами Cn та додатковими елементами із груп S2n і Cnv, тобто C2nσhσv, C2n3σhσv, ..., C2n2n − 1σhσv.
- Dnh. Породжена елементами Cn, σh, та σv. Елементи групи включають всі елементи Cn  та додаткових елементів із груп Cnh, Cnv, та Dn.

Групи з неперервними осьовими обертаннями позначаються ∞ замість n. Однак варто зауважити, що C ∞ тут не те саме, що нескінченна циклічна група (також іноді позначається C ∞ ), яка ізоморфна цілим числам. Мова йде про групу, утворену обертанням на нескінченно малий кут. У наведеній нижче таблиці подано п’ять безперервних груп осьового обертання. Вони є границями скінченних груп лише в тому сенсі, що вони виникають, коли основний поворот замінюється поворотом на довільний кут, тому необов’язково раціональне число градусів, як у скінченних групах. Фізичні об’єкти можуть мати лише C∞v або D∞h симетрію, однак, векторні поля можуть мати і іншу симетрію.
| Г–М (міжн.) | Шенфліса | Орбіфолда | нотацією Кокстера | нотацією Кокстера | Границя  | Абстрактна група |
| ----------- | -------- | --------- | ----------------- | ----------------- | -------- | ---------------- |
| ∞           | C∞       | ∞∞        | [∞]+              |                   | Cn       | SO(2)            |
| ∞, ∞/m      | C∞h      | ∞*        | [2,∞+]            |                   | Cnh, S2n | SO(2)×Z2         |
| ∞m          | C∞v      | *∞∞       | [∞]               |                   | Cnv      | O(2)             |
| ∞2          | D∞       | 22∞       | [2,∞]+            |                   | Dn       | O(2)             |
| ∞m, ∞/mm    | D∞h      | *22∞      | [2,∞]             |                   | Dnh, Dnd | O(2)×Z2          |

## Решта сім точкових груп
Решта точкових груп відповідає дуже високій або багатогранній симетрії, оскільки вони мають більше однієї осі обертання порядку, більшого за 2. Тут Cn позначає вісь обертання на 360°/n, а S n позначає вісь неправильного (разом із відбиттям) обертання. У послідовних рядках розташовано позначення орбіфолда, позначення Коксетера та діаграму Коксетера, позначення Германа–Могена (повне та скорочене, якщо воно відрізняється) і порядок (кількість елементів симетрії) групи.
| T, (332) · [3,3]+ () · 23 · порядок 12            | хіральна тетраедрична симетрія | Поворотні осі 3-го порядку (C3) чотиригранника.Поворотні осі 2-го порядку (C2) чотиригранника. Існують чотири поворотні осі C3, кожна проходить через дві вершини обмежуючого кубу (червоні контури), або через одну вершину правильного чотиригранника, та три осі C2 , які проходять через центри граней кубу або середини ребер чотиригранника. Ці групи ізоморфні A4, знакозмінній групі 4-х елементів, і обертові групи правильного чотиригранника. Це нормальна підгрупа Td, Th та октаедричних симетрій. Елементи групи відповідають один-до-двох обертанням, які задані 24-ма оборотними елементами кватерніонів Гурвіца ("бінарна тетраедрична група"). |
| Td, (*332) · [3,3] () · 43m · порядок 24          | повна тетраедрична симетрія    | Дзеркальна площина чотиригранника.Поворотна-відбивна вісь 4-го порядку (S4) чотиригранника Це група симетрія правильного чотиригранника. Ця група включає аналогічні поворотні осі, як і група T, в той час, як осі C2 стають тепер D2d , де чотири поворотні осі 3-го порядку дають чотири підгрупи C3v. Ця група має шість дзеркальний площин, кожна з яких містить дві вершини куба або одну вершину чотиригранника, одну вісь S4 та по дві осі C3. Td є ізоморфною щодо S4, симетричної групи чотирьох символів, оскільки існує співвідношення один-до-одного елементів Td та 24-ох перестановок чотирьох осей симетрії 3-го порядку. Об'єкт симетрії C3v під дією одної з цих осей дає, під дією Td сукупність чотирьох таких об'єктів так, що Td відповідає множині перестановок цих об'єктів. Td є нормальною підгрупою Oh. |
| Th, (3*2) · [3+,4] () · 2/m3, m3 · порядок 24     | піритоедрична симетрія         | Ця група має ті самі осі обертання, що й T, а дзеркальні площини паралельні граням куба. Осі C3 стають осями S6, і виникає інверсійна симетрія. Подвоєні осі породжують три підгрупи D2h. Th ізоморфна до A4 × Z2 (оскільки T та Ci - нормальні підгрупи), а не до симетричної групи S4. Це симетрія куба, на кожній грані якого проведено відрізок, що ділить грань на два рівні прямокутники так, що відрізки сусідніх граней не перетинаються на ребрах. Симетрії відповідають парні перестановки діагоналей куба, а також інверсія. Це також симетрія піритоедра, який подібний до описаного куба, з кожним прямокутником, заміненим на п'ятикутник з однією віссю симетрії та 4-ма рівними сторонами і 1-ою відмінною стороною (та, що відповідає відрізку, який ділить грань куба); тобто, грані куба випинаються на лінії поділу і стають там вужчими. Це підгрупа (але не нормальна підгрупа) повної ікосаедричної групи симетрії (як групи ізометрії, а не просто як абстрактної групи), з 4-, 10- та 3-кратних осей. Це нормальна підгрупа групи Oh. Незважаючи на те, що вона називається Th, вона не відноситься до тетраедра. |
| O, (432) · [4,3]+ () · 432 · порядок 24           | хіральна октаедрична симетрія  | Ця група подібна до T, але осі C2 тепер є осями C4 , і додатково є осі 2-го порядку, що проходять через середини ребер куба, що дає три підгрупи D2. Осі 3-го порядку тепер дають чотири підгрупи D3. Ця група також ізоморфна до S4, оскільки її елементи знаходяться у відповідності 1-до-1-го з 24 перестановками 3-кратних осей, як і у випадку з T. Об'єкт симетрії D3 під однією з 3-кратних осей під дією O породжують дію, що складається з чотирьох таких об'єктів, а O відповідає множині перестановок цих чотирьох об'єктів. Це група обертання куба і октаедра. Представляючи обертання з кватерніонами, O складається з 24 одиничних кватерніонів Гурвіца і 24 кватерніонів Ліпшиця квадратичної норми 2, нормалізованих діленням на {\displaystyle {\sqrt {2}}}. Як і раніше, це відповідність 1-до-2-х. |
| Oh, (*432) · [4,3] () · 4/m32/m, m3m · порядок 48 | повна октаедрична симетрія     | Ця група має ті самі осі обертання, що й O, але з дзеркальними площинами, що включають обидві дзеркальні площини Td та Th. Потрійні осі дають чотири підгрупи D3d. Три перпендикулярні чотирикратні осі з O тепер дають підгрупи D4h, а шість двократних осей - шість підгруп D2h. Ця група ізоморфна S4 × Z2 (оскільки і O, і Ci є нормальними підгрупами) і є групою симетрії куба та октаедра. |
| I, (532) · [5,3]+ () · 532 · порядок 60           | хіральна ікосаедрична симетрія | Це група обертання ікосаедра та додекаедра. Це нормальна підгрупа індексу 2 у повній групі симетрій Ih. Група містить 10 різновидів D3 і 6 різновидів D5 (симетрії обертання, такі як призми і антипризми). Вона також містить п'ять різновидів T (див. з'єднання п'яти тетраедрів). Група I ізоморфна A5, знакозмінній групі на 5 символів, оскільки її елементи співвідносяться 1-до-1-го з парними перестановками п'яти симетрій T (або п'яти щойно згаданих тетраедрів). Представляючи через обертання з використанням кватерніонів, I складається з 120 одиничних ікосіанів. Як і раніше, тут відповіднешння 1-до-2-ох. |
| Ih, (*532) · [5,3] () · 532/m, 53m · порядок 120  | повнаікосаедрична симетрія     | Це група симетрії ікосаедра та додекаедра. Група Ih ізоморфна групі A5 × Z2, оскільки I та Ci - нормальні підгрупи. Група містить 10 варіантів D3d, 6 варіантів D5d (симетрії типу антипризм) та 5 варіантів Th. |

Безперервними групами, пов’язаними з цими групами, є:
- ∞∞, K або SO(3) – усі можливі повороти.
- ∞∞m, K h або O(3) – усі можливі повороти та відбиття/просторова інверсії.

## Групи Коксетера з відбиттям
| A 3, [3,3],  | B 3, [4,3],  | H 3, [5,3],     |
| ------------ | ------------ | --------------- |
| 6 дзеркал    | 3+6 дзеркал  | 15 дзеркал      |
| 2A 1, [1,2], | 3A 1, [2,2], | A 1 A 2, [2,3], |
| 2 дзеркала   | 3 дзеркала   | 4 дзеркала      |
| A 1, [1],    | 2A 1, [2],   | A 2, [3],       |
| 1 дзеркало   | 2 дзеркала   | 3 дзеркала      |

Групи відбиття точок у трьох вимірах також називаються групами Коксетера і можуть бути задані діаграмою Коксетера-Динкіна та представляють набір дзеркал, які перетинаються в одній центральній точці. Нотація Коксетера містить позначення в дужках, еквівалентну діаграмі Коксетера, із символами розмітки для обертових та інших точкових груп субсиметрії. У нотації Шенфліса точкові групами відбиття в 3D є Cnv, Dnh і повні поліедральні групи задані, як T, O та I.
Дзеркальні площини обмежують набір сферичних трикутників на поверхні сфери. Група Коксетера рангу n має n таких дзеркальних площин. Групи Коксетера, що мають менше ніж 3 генератори, мають вироджені області сферичного трикутника, як лунки або півкулі. У нотації Коксетера ці групи описують тетраедричну симетрію [3,3], октаедричну симетрію [4,3], ікосаедричну симетрію [5,3] і діедричну симетрію [p,2]. Кількість дзеркал для незвідної групи дорівнює nh/2, де h — число Коксетера групи Коксетера, n — розмірність (3). 
| Група Вейля                       | Нотація Коксетера  | Нотація Коксетера  | Порядок            | Число Коксетера (h) | Дзеркала (m)       |
| Поліедральні групи                | Поліедральні групи | Поліедральні групи | Поліедральні групи | Поліедральні групи  | Поліедральні групи |
| --------------------------------- | ------------------ | ------------------ | ------------------ | ------------------- | ------------------ |
| A3                                |                    | [3,3]              | 24                 | 4                   | 6                  |
| B3                                |                    | [4,3]              | 48                 | 6                   | 3+6                |
| H3                                |                    | [5,3]              | 120                | 10                  | 15                 |
| Діедричні групи                   |                    |                    |                    |                     |                    |
| 2A1                               |                    | [1,2]              | 4                  |                     | 1+1                |
| 3A1                               |                    | [2,2]              | 8                  |                     | 2+1                |
| I2(p)A1                           |                    | [p,2]              | 4p                 |                     | p+1                |
| Циклічні групи                    |                    |                    |                    |                     |                    |
| 2A1                               |                    | [2]                | 4                  |                     | 2                  |
| I2(p)                             |                    | [p]                | 2p                 |                     | p                  |
| Поодиноке дзеркальне відображення |                    |                    |                    |                     |                    |
| A1                                |                    | [ ]                | 2                  |                     | 1                  |

## Групи обертання
Групами обертання є всі скінченні підгрупи SO(3). До них відносяться: циклічні групи Cn (група обертання канонічної піраміди ), діедричні групи Dn (група обертання правильної призми або канонічної біпіраміди ), і групи обертання T, O та I правильного тетраедра, октаедра / куба та ікосаедра / додекаедр відповідно.
Серед них, діедричні групи D 3, D 4 тощо є групами обертання плоских правильних багатокутників, представлених у тривимірному простір, і таку фігуру можна розглядати як вироджену правильну призму. Тому її також називають диедром (грец. тверде тіло з двома гранями), що пояснює назву.
- Об’єкт із групою симетрії C n, C n h, C n v або S2n має групу обертання C n.
- Об’єкт із групою симетрії D n, D n h або D n d має групу обертання D n.
- Об’єкт, що має поліедральну симетрію ( T, Td, Th, O, O h, I або I h ), має як свою групу обертання відповідну групу без нижнього індексу: T, O або I.

Група обертання об'єкта дорівнює його повній групі симетрії тоді і тільки тоді, коли об'єкт хіральний, тобто має відмінності правої та лівої конфігурації. Іншими словами, хіральними об’єктами є об’єкти з групою симетрії в списку груп обертання.
З використанням нотації Шенфліса та Коксетера ( орбіфолдну нотацію ), підгрупи обертання такі:
| Відображення         | Відображення/обертання  | Неправильне обертання     | Обертання           |
| -------------------- | ----------------------- | ------------------------- | ------------------- |
| C n v, [n], (*nn)    | C n h, [n + ,2], (n*)   | S 2 n, [2n + ,2 + ], (n×) | C n, [n] +, (nn)    |
| D n h, [2,n], (*n22) | D n d, [2 + ,2n], (2*n) |                           | D n, [2,n] +, (n22) |
| T d, [3,3], (*332)   |                         |                           | T, [3,3] +, (332)   |
| O h, [4,3], (*432)   | T h, [3 + ,4], (3*2)    |                           | O, [4,3] +, (432)   |
| I h, [5,3], (*532)   |                         |                           | I, [5,3] +, (532)   |

## Відповідність ротаційних груп та інших груп

### Групи, що містять інверсію
Група всіх обертань в 3D, тобто SO(3), є підгрупою O(3), повної групи ізометрій тривимірного евклідового простору. Відповідно, O(3) є прямим добутком SO(3) та групи інверсії Ci (де інверсія позначається її матрицею − I ), що додає всі можливі відбиття, самі по собі та поєднанні з обертовими осями:
O(3) = SO(3) × { I, − I }
Таким чином, існує взаємно-однозначна відповідність між усіма прямими ізометріями та всіма непрямими ізометріями через інверсію:
K = H × { I, − I }
H = K ∩ SO(3)
Для скінченних груп відповідність така:
| Група поворотів H | Парність n | Група, що містить інверсію К |
| ----------------- | ---------- | ---------------------------- |
| C n               | парне      | C n h                        |
| C n               | непарне    | S 2 n                        |
| D n               | парне      | D n h                        |
| D n               | непарне    | D n d                        |
| Т                 |            | Th                           |
| О                 |            | Oh                           |
| I                 |            | I h                          |

### Групи, що містять непрямі ізометрії, але не мають інверсії
У випадках, коли група прямих ізометрій H має підгрупу L індексу 2, то можна побудувати відповідну групу, яка містить непрямі ізометрії, але не містить інверсії:
{\displaystyle M=L\cup ((H\setminus L)\times \{-I\})}
Наприклад, для H = C 4 існує M = S 4.
Відповідно, M отримується з H шляхом інвертування ізометрій в {\displaystyle H\setminus L}. Ця група M, як абстрактна група, буде ізоморфна до H. І навпаки, для всіх точкових груп M, які містять непрямі ізометрії, але не мають інверсії, ми можемо отримати групу обертання H за допомогою інвертування непрямих ізометрій.
Для скінченних груп відповідність така:
| Група обертань H | Індекс-2 підгрупа L | Парність n | Група, що містить непрямі ізометрії М |
| ---------------- | ------------------- | ---------- | ------------------------------------- |
| C 2 n            | C n                 | парне      | S 2 n                                 |
| C 2 n            | C n                 | непарне    | C n h                                 |
| D 2 n            | D n                 | парне      | D n h                                 |
| D 2 n            | D n                 | непарне    | D n d                                 |
| D n              | C n                 | будь-яке   | C n v                                 |
| О                | Т                   |            | T d                                   |

## Нормальні підгрупи
У двовимірному просторі циклічна група k -кратних обертань Ck є нормальною підгрупою O(2) і SO(2) для кожного натурального числа k. Відповідно, у тривімірному просторі для кожної осі циклічна група k -кратних обертань навколо цієї осі є нормальною підгрупою групи всіх обертань навколо цієї осі. Оскільки будь-яка підгрупа індексу два є нормальною, група поворотів ( Cn ) є нормальною як у групі ( Cnv), отриманій додаванням до Cn площин відбиття через її вісь, так і в групі ( Cnh ) отриманий шляхом додавання до Cn  площини відбиття, перпендикулярної до його осі.

## Максимальні симетрії
Існують дві дискретні точкові групи з властивістю, що жодна дискретна точкова група не містить її, як правильну підгрупу: O h та I h. Їх найбільшою спільною підгрупою є T h. Дві групи виводяться із них заміною 2-кратної обертової симетрії на 4-кратну та додаванням 5-кратної симетрії відповідно.
Їм відповідають дві аналогічні кристалографічні точкові групи з властивістю, що жодна кристалографічна точкова група не включає її, як власну підгрупу: O h і D 6h. Їхніми максимальними спільними підгрупами залежно від орієнтації будуть D 3d і D 2h.

## Групи впорядковані за типом абстрактної групи
Найменшими абстрактними групами, які не є жодною групою симетрії в 3D, є група кватерніонів (порядку 8), Z 3 × Z 3 (порядку 9), дициклічна група Dic3 (порядку 12) і 10 з 14 груп 16-го порядку.
Стовпець «# елементів порядку 2» у подальших таблицях показує загальну кількість підгруп ізометрії типів C 2, C i та C s. Це число є однією з характеристик, які допомагають розрізняти різні типи абстрактних груп. В той же час, їх тип ізометрії допомагає розрізняти різні групи ізометрії відповідної абстрактної групи.
Серед можливих груп ізометрії в тривимірному просторі існує нескінченна кількість абстрактних типів груп з 0, 1 і 3-ма елементами порядку 2, є дві з 4n + 1 елементами порядку 2 та є три з 4n + 3 елементами порядку 2 (для всіх n ≥ 8 ).
Ніколи не буває парної кількості елементів порядку 2.

### Групи симетрії в 3D, які є циклічними як абстрактні групи
Абстрактною групою є діедрична група Dihn, яка також позначається D n. Існує ще три нескінченні серії груп симетрії з цим абстрактним типом групи:
- Для парного порядку 2n існує група <i id="mwB5A">S</i> <sub id="mwB5E">2<i id="mwB5I">n</i></sub> (нотація Шенфліса), породжена поворотом на кут 180°/n навколо осі в поєднанні з відбиттям у площині, перпендикулярній до осі. Для S 2 використовується позначення C i ; ця операція породжується інверсією.
- Для будь-якого порядку 2n, де n непарне, ми маємо Cnh ; ця група має вісь обертання n разів і перпендикулярну площину відбиття. Вона породжується поворотом навколо осі на кут 360°/ n у поєднанні з відбиттям. Для C 1h використовується позначення C s ; воно породжується відбиттям на площині.

Жирним шрифтом виділено 10 циклічних кристалографічних точкових груп, для яких застосовується кристалографічне обмеження :
| Порядок | Група ізометрії | Абстрактна група                     | # (кількість) елементів порядку 2 | Циклічна діаграма |
| ------- | --------------- | ------------------------------------ | --------------------------------- | ----------------- |
| 8       | C4h             | Z 4 × Z 2                            | 3                                 |                   |
| 12      | C6h             | Z 6 × Z 2 = Z 3 × Z 2 = Z 3 × Dih 2  | 3                                 |                   |
| 16      | C8h             | Z 8 × Z 2                            | 3                                 |                   |
| 20      | C10h            | Z 10 × Z 2 = Z 5 × Z 2 = Z 5 × Dih 2 | 3                                 |                   |

і так далі.

### Групи симетрії в 3D, які є двогранними як абстрактні групи
У двовимірній двогранній (діедричній) групі D n існують просторові дзеркальні відображення, які також можна розглядати як перевертання плоских об'єктів без розрізнення їх передньої та задньої сторін.
Друга з цих груп є першою з одновісних груп ( циклічних груп ) C n порядку n (також присутня в 2D-просторі), які породжені одним поворотом на кут 360°/ n. Якщо додати дзеркальну площину, перпендикулярну до осі, вийде група Cnh порядку 2n, або набір з n дзеркальних площин, що містять вісь, даючи групу Cnv, також порядку 2n. Остання є групою симетрії для правильної n -гранної піраміди. Типовим об'єктом з групою симетрії C n або D n є пропелер.
Відповідною абстрактною групою є діедрична група Dihn, яка також позначається D n. Однак існує ще три нескінченні серії груп симетрії з цим абстрактним типом групи:
- C n v порядку 2 n, група симетрії правильної n -гранної піраміди
- D n d порядку 4 n, група симетрії правильної n -сторонньої антипризми
- D n h порядку 4 n для непарних n. Для n = 1 ми отримуємо D 2, про що вже говорилося вище, тому n ≥ 3.

Dih 4 n +2 {\displaystyle \cong } Dih 2 n +1 × Z 2
Таким чином ми отримуємо, як і раніши виділивши жирним шрифтом 12 кристалографічних точкових груп і, записавши D1d як еквівалент C2h :
| Порядок | Групи ізометрій     | Абстрактна група | # (кількість) елементів порядку 2 | Циклічна діаграма |
| ------- | ------------------- | ---------------- | --------------------------------- | ----------------- |
| 4       | D2, C2v, C2h        | Dih2 = Z2 × Z2   | 3                                 |                   |
| 6       | D3, C3v             | Dih3             | 3                                 |                   |
| 8       | D4, C4v, D2d        | Dih4             | 5                                 |                   |
| 10      | D5, C5v             | Dih5             | 5                                 |                   |
| 12      | D6, C6v, D3d, D3h   | Dih6 = Dih3 × Z2 | 7                                 |                   |
| 14      | D7, C7v             | Dih7             | 7                                 |                   |
| 16      | D8, C8v, D4d        | Dih8             | 9                                 |                   |
| 18      | D9, C9v             | Dih9             | 9                                 |                   |
| 20      | D10, C10v, D5h, D5d | Dih10 = D5 × Z2  | 11                                |                   |

### Інші групи
C 2n,h порядку 4 n є абстрактною групою типу Z2n × Z2. Для n = 1 ми отримуємо Dih2, уже описане вище, тому n ≥ 2. Таким чином ми маємо, виділивши жирним шрифтом 2 циклічні кристалографічні точкові групи:
| Порядок | Група ізометрії | Абстрактна група          | # (кількість) елементів порядку 2 | Циклічна діаграма |
| ------- | --------------- | ------------------------- | --------------------------------- | ----------------- |
| 8       | D2h             | Z 2 3                     | 7                                 |                   |
| 16      | D4h             | Dih 4 × Z 2               | 11                                |                   |
| 24      | D6h             | Dih 6 × Z 2 = Dih 3 × Z 2 | 15                                |                   |
| 32      | D8h             | Dih 8 × Z 2               | 19                                |                   |

тощо.
Dnh порядку 4n є абстрактною групою типу Dih n × Z2. Для непарних n це вже розглянуто вище, тому тут ми маємо D2nh порядку 8n, яка має відповідну абстрактну групу типу Dih2n × Z2 (n ≥1).
Таким чином ми маємо, виділивши жирним шрифтом 3 діедричних кристалографічні точкові групи:
| порядок | Група ізометрії | Абстрактна група | # (кількість) елементів порядку 2 | Циклічна діаграма |
| ------- | --------------- | ---------------- | --------------------------------- | ----------------- |
| 12      | Т               | A 4              | 3                                 |                   |
| 24      | Тd, О           | S 4              | 9                                 |                   |
| 24      | Тh              | A 4 × Z 2        | 7                                 |                   |
| 48      | Оh              | S 4 × Z 2        | 19                                |                   |
| 60      | I               | A 5              | 15                                |                   |
| 120     | Ih              | A 5 × Z 2        | 31                                |                   |

тощо.
Решта сім із жирним виділенням 5 кристалографічних точкових групи (див. також вище):
| порядок | Група ізометрії | Абстрактна група | # (кількість) елементів порядку 2 | Циклічна діаграма |
| ------- | --------------- | ---------------- | --------------------------------- | ----------------- |
| 12      | Т               | A 4              | 3                                 |                   |
| 24      | Тd, О           | S 4              | 9                                 |                   |
| 24      | Тh              | A 4 × Z 2        | 7                                 |                   |
| 48      | Оh              | S 4 × Z 2        | 19                                |                   |
| 60      | I               | A 5              | 15                                |                   |
| 120     | Ih              | A 5 × Z 2        | 31                                |                   |

## Фундаментальна область
| |  |
| Площини відбиття для ікосаедричної симетрії перетинають сферу по великих колах з фундаментальними областями прямокутного сферичного трикутника |  |

Для багатогранника ця поверхня в фундаментальній області може бути частиною будь-якої площини. Наприклад, у триаконтаедрі Дісдякіса одна грань є фундаментальною областю ікосаедричної симетрії. Налаштування орієнтації площини дає різні варіанти поєднання двох або більше суміжних граней в одну. Це дає різні інші багатогранники з такою самою симетрією. Також поверхня в фундаментальній області може складатися з кількох граней.

## Бінарні поліедральні групи
Відповідність Spin(3 ) → SO(3) — подвійний перетин групи обертання спінорною групою в 3 вимірах. Відповідно до теореми відповідності існує зв’язок Галуа між підгрупами Spin(3) і підгрупами SO(3) (обертові точкові групи): образ підгрупи Spin(3) є обертовою точковою групою, а прообраз точкової групи є підгрупою Spin(3). (Зверніть увагу, що Spin(3) має альтернативні описи як спеціальна унітарна група SU(2) і як група одиничних кватерніонів. Топологічно ця група Лі є тривимірною сферою S 3.)
Прообраз скінченної точкової групи називається поліедричною бінарною групою, яку позначають як ⟨l,n,m⟩, і називається тією ж назвою, що й її точкова група, з префіксом "бінарний", з подвійним порядком групи відносно порядку пов’язаної групи багатогранників (l,n,m). Наприклад, прообразом ікосаедричної групи (2,3,5) є бінарна ікосаедрична група ⟨2,3,5⟩.
Бінарні поліедричні групи:
- {\displaystyle A_{n}} : бінарна циклічна група an ( n + 1)-гон, порядок 2 н
- {\displaystyle D_{n}} : бінарна двогранна група n -кутника, ⟨2,2, n ⟩, порядок 4 n
- {\displaystyle E_{6}} : бінарна тетраедральна група, ⟨2,3,3⟩, порядок 24
- {\displaystyle E_{7}} : бінарна октаедрична група, ⟨2,3,4⟩, порядок 48
- {\displaystyle E_{8}} : бінарна ікосаедрична група, ⟨2,3,5⟩, порядок 120

Вони класифікуються за класифікацією ADE, а фактор C 2 за дією бінарної поліедричної групи є сингулярністю Дюваля.
Для точкових груп, які змінюють орієнтацію (хіральність), ситуація складніша, оскільки існує дві групи контактів, тому є дві можливі бінарні групи, які відповідають заданій точковій групі.
Варто зазначити, що вище описано покриття груп, а не покриття просторів – сфера просто зв’язана і, отже, не має накриваючих просторів. Таким чином, не можна говорити про «бінарний багатогранник», який охоплює тривимірний багатогранник. Бінарні поліедричні групи є дискретними підгрупами групи спінів. Останні діють на векторний простір і можуть стабілізувати поліедр у цьому представленні. Після відображення Spin(3) → SO(3) вони діють на той самий багатогранник, що і базова (небінарна) група, тоді як у спінових представленнях або інших представленнях вони можуть стабілізувати інші багатогранники.
Це на відміну від проективних многогранників – сфера охоплює проєктивний простір, як і лінзовий простір, і, отже, теселяція проективного простору або простору лінз дає точніше поняття багатогранника.

## Дивіться також
- Список груп сферичної симетрії
- Точкова групи симетрії
- Кристалографічна група
- Хіральність
- Хіральність (фізика)

## Зовнішні посилання
- Графічний огляд 32 кристалографічних точкових груп – сформовані перші частини (крім пропуску n =5) 7 нескінченних серій і 5 із 7 окремих 3D точкових груп
- Огляд властивостей точкових груп
- Найпростіші канонічні многогранники кожного типу симетрії (використовує Java)
- Точкові групи та кристалічні системи, І-Шу Вей, стор. 4–6
- Центр геометрії: 10.1 Формули для симетрій у декартових координатах (три виміри)